# 파스코주

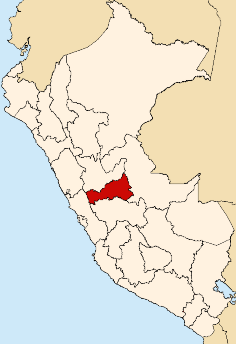
파스코 주의 위치

파스코주(스페인어: Departamento de Pasco)는 페루 중부에 위치한 주로 주도는 세로데파스코이며 면적은 25,319.59km2, 인구는 277,475명(2004년 기준)이다.
북쪽으로는 우아누코 주, 서쪽으로는 리마 주, 남쪽으로는 후닌 주, 동쪽으로는 우카얄리 주와 접한다. 3개 군과 28개 구를 관할한다.